# Neder-Egypte
Neder-Egypte (Arabisch: al-Diltā / الدلتا) was het noordelijke deel van het Oude Egypte dat zich uitstrekte van het gebied net ten zuiden van het huidige Caïro tot aan de Nijldelta in Alexandrië. Het landschap van Neder-Egypte werd door de Nijldelta bij Alexandrië gedomineerd. Het deltagebied werd goed bewaterd, door de kanalen die het doorkruisten. Er zijn moerassige gebieden en de muggen konden voor overlast zorgen.
Het klimaat is zachter dan in Opper-Egypte. Temperaturen zijn minder extreem en er is meer regenval in dit gebied.
Het dialect en de gewoontes in Neder-Egypte verschilde historisch van die van Opper-Egypte. Zelfs nu is Neder-Egypte veel meer geïndustrialiseerd en beïnvloed door handel met de rest van de wereld dan Opper-Egypte.
De godin Wadjet was de patroon van Neder-Egypte. De kroon van de koningen van Neder-Egypte was de rode kroon. De plant van Neder-Egypte was de papyrusplant.